# Obsolescència digital
L'obsolescència digital és el fenomen de la pèrdua d'informació perquè un recurs digital ja no és llegible, perquè el lector, el suport o el programari necessari per accedir-hi ja no estan disponibles i les noves versions del sistema operatiu no són compatibles amb el maquinari obsolet o per una degradació física del suport d'emmagatzematge i absència de còpies de seguretat.

Símbol de versió obsoleta

Un document digital conté la informació codificada per una sèrie de dígits binaris anomenada flux de dades i, per llegir, visualitzar o gravar la informació cal un dispositiu que transmeti o gravi informació codificada en bits. En representar-se digitalment, les dades d'entrada són convertides en dígits (0,1) intel·ligibles per la màquina i no pels sentits humans; i a la sortida, un altre dispositiu els ha de convertir en senyals analògics, intel·ligibles per als sentits humans. Per descobrir el que està codificat en les cadenes binàries, és necessari el programari que les va crear o un altre que pugui interpretar el seu significat.
«When all data are recorded as 0s and 1s there is essentially no object thats exist outside of the act of retrieval. The demand for a access created the “object” that is the act of retrieval which precipitates the temporary reassembling of 0s and 1s into a meaningful sequence that can be decoded by software and hardware».
La complexitat pot augmentar si el sistema operatiu que interpreta els codis perquè el maquinari funciona faltés, ja que el programa d'aplicació necessari per desxifrar aquests bits està basat en un sistema operatiu. Per tant, l'emmagatzematge dels recursos digitals actuals no aporta cap avantatge si es perd la capacitat de llegir-los en el futur. Si algú trobés al seu àtic una caixa amb cartes de la seva besàvia, pot ser que el paper hagi esdevingut fràgil, que els corcs del llibres en van menjar una part, però continuen sent llegibles immediatament, excepte, probablement unes paraules esdevingudes obsoletes. Ans al contrari, si trobés al mateix àtic uns disquets magnètics de no fa gaire més de vint anys, llegir-les serà molt probablement una operació molt més complicada. Controlar l'obsolescència digital és un repte major per a arxivistes, historiadors i arqueòlegs.
L'arqueologia digital¸ és una nova branca de l'arqueologia especialitzada en la recuperació d’informació antiga, malmesa o perduda arran de males pràctiques, desgast natural, mala conservació, obsolescència dels sistemes o formats i descodificació dels formats.

## Obsolescència d'aplicacions i arxiu informàtics
L’aparició de nou programari que reemplaci versions anteriors pot ocasionar problemes a l'hora de llegir arxius més antics i fer impossible l’accés a la informació perquè el programari que la va originar ja no està disponible. El major risc tenen els arxius d’informació creats en els anomenats formats propietaris.
Tanmateix, fins al moment les aplicacions i arxius més reeixits i duradors són els formats propietari. Arran dels ràpids canvis en els entorns tecnològics, el lapse de temps en què s’han de considerar els problemes de preservació i conservació dels documents digitals és més curt que en els entorns no digitals.
Els documents i arxius digital són béns informacionals de persones, empreses, organitzacions, governs, estats i de la humanitat en general. Amb el temps esdevenen patrimoni, ja que aporten valor administratiu, informatiu, històric, sociològic, legal i cultural. La gran majoria de la memòria de la humanitat es conserva en diferents suports, siguin materials (paper, pedra) o electrònics, els quals amb el pas del temps poden degradar o esdevenir il·legibles. Els arxius digitals tenen una velocitat d'obsolescència molt superior a les fons materials. Per això cal controlar i prevenir la seva obsolescència per poder garantir la seva preservació i la seva accessibilitat per a les generacions futures.
| Formats propietaris                    |
| -------------------------------------- |
| MS Word (DOC o DOCX)                   |
| MS Excel (XLS o XLSX, XLW)             |
| MS Power Point (PPS, PPT o PPTX, PPSX) |
| Bitmap images (Windows Bitmap, TIFF)   |
| Vectorial images (WMF)                 |
| MP3 Audio files                        |
| Windows Media Audio (WMA)              |

Existeix la possibilitat d’utilitzar formats oberts les especificacions dels quals estan disponibles públicament, permetent la interoperabilitat del programari i la compatibilitat entre diferents programaris malgrat el pas del temps.
| Formats oberts                                                    |                                  |
| ----------------------------------------------------------------- | -------------------------------- |
| Plain text (ASCII)                                                |                                  |
| Hyper Text Markup Language (HTML)                                 |                                  |
| Extensible Markup Language (XML)                                  |                                  |
| Open Document Format for Office Application                       |                                  |
| Rich Text Format (RTF)                                            |                                  |
| PostScript (PS)                                                   |                                  |
| Portable Document Format (PDF) i les seves variants PDF/A i PDF/X |                                  |
| Formats oberts per a gràfics                                      | Formats oberts per a àudio       |
| Joint Photographic Expert Group (JPEG)                            | Ogg Vorbis (Ogg)                 |
| Portable Network Graphics (PNG)                                   | Musepack (MPC)                   |
| Scalable Vector Graphics (SVG)                                    | Free Lossless Audio Codec (FLAC) |

### Amenaces tècniques
Donat que els arxius digitals necessiten un dispositiu de consulta que descodifiqui els arxius, existeixen tres grans tipus d’amenaces tècniques provocant l'obsolescència d'arxius digitals: el maquinari per llegir, la degradació del suport d'emmagatzematge i el programari.
El perpetu adveniment al mercat de dispositius nous (més ràpids, de disseny més modern, de major capacitat, amb noves funcions, etc.) fa que se separa de l'equip vell. Generalment el programari i el sistema operatiu permeten una migració de les dades d'un sistema al següent, però no s'ha d'oblidar de fer l'operació «manualment» des de tots els perifèrics d'emmagatzematge. Una operació que sovint s'oblida amb arxius més vells, no utilitzats quotidianament en suports d'emmagatzematge «antics». Igualment, mantenir un equip electrònic vell, per exemple per poder continuar llegint disquets té un cost important i no sempre és possible trobar els recanvis per a Peres trencades. Tornar a produir components electrònics «antics» per restaurar maquinari obsolet queda difícil o impossible pel cost de l'equip industrial necessari per a la seva fabricació.
Igualment els suports (cinta magnètica, disquets, CD-ROM…) es degraden físicament i químicament amb el temps. En augmentant sempre la capacitat (emmagatzemar més en menys espai), la fiabilitat ha baixat i la probabilitat d'errors de lectura va augmentar. Quant més dades hi ha a un suport més petit tant més es perd quan el suport es fa malbé per envelliment físic o químic, o per qualsevol esdeveniment catastròfic. Si certes cintes magnètiques analògiques que tenen més de seixanta anys encara són llegibles, és menys el cas amb disc durs més moderns.
Canvis del format estàndard d'un arxiu, poden dificultar la transferència d’un format antic a un de nou, programari vell pot esdevenir incompatible amb maquinari nou. Si un format perd popularitat, a poc a poc desapareix la inversió en programari compatible, i els documents acaben sent il·legibles.

### Estratègies per evitar l'obsolescència
Per lluitar contra l'obsolescència s’ha d’assegurar la preservació del conjunt documental independentment de l'evolució dels formats informàtics, suports d’emmagatzematge i programari de consulta.
- Preservació tecnològica, és a dir, preservació de l'operativitat a nivell de hardware i software per tal de poder accedir als documents en el format que van ser creats. En aquest cas el problema recau en el moment que s’espatllen i no hi ha peces de recanvi o aquestes tenen preus exorbitants.
- Migració, és a dir, importar la informació de documents en formats digitals obsolets, o amb incipient obsolescència, cap a suports vigents, per tal de garantir l’accés a la informació. S’aconsella la reproducció de documents en formats estàndards d’ús generalitzat.
- Emulació, és a dir, la simulació del software original en el qual es van crear els documents, amb la finalitat d’executar els documents originals, sense la necessitat de disposar del programa ni maquinària original.
- Formats oberts, és a dir, fer ús de formats de domini públic, excloent els formats de propietat, per a minimitzar els riscos d’obsolescència.
- Preservació en línia, és a dir, conservar la informació en servidors, en format Html o Xml.

La preservació digital, ha de privilegiar la conservació d'objectes creats amb aplicacions obsoletes o amb perill d'obsolescència. Per a l'elecció dels formats, s'ha d'optar per aquells que tinguin més immunitat a l'obsolescència i que tinguin bona compatibilitat cap enrere, que siguin àmpliament utilitzats a tot arreu i no excessivament complexos ni tampoc massa simples, amb revisió d'errors incorporada i un cicle d'actualització automàtica freqüent i de preferència en formats oberts.

## Evolució dels formats d'emmagatzematge digital
Amb l'evolució de la tecnologia també evolucionen els formats dels arxius, no es tracta només de canvis de formats sinó d’una evolució dels propis formats per aconseguir una major eficiència i productivitat. Alhora que, amb el temps, els diferents formats digitals han permès comprimir més la informació i s’ha ampliat la memòria dels dispositius d’emmagatzematge d’informació. Un altre dels elements que es persegueix amb l'evolució dels formats és un augment de la seguretat de la informació.

### Suports d'emmagatzematge de dades
| 1. Targeta perforada                | |
| 2. Cinta perforada                  | |
| 3. Cinta magnètica                  | Compact Cassette, Video Cassette Recorder (VCR) VHS (Video Home System)                                                                                             |
| 4. Disc magnètic                    | Disquet, disc dur Disc dur portàtil |
| 5. Disc magnètic-òptic              | Minidisc |
| 6. Disc òptic                       | CD (Disc Compacte) CD-ROM CD-R CD-RW DVD DVD-R DVD+R DVD-RW DVD+RW DVD-RAM BD (Disc Blue-ray)                                                                       |
| 7. Memòria flash                    | Memòria USB, targeta de memòria Secure Digital (SD) MultiMediaCard (MMC) Memory Stick (MS) CompactFlash (CF) I i II Microdrive (MD) SmartMedia (SM) xD-Picture Card |
| 8. Unitat d'estat sòlid             | |
| 9. Emmagatzematge en núvol          | |
| 10. Servei d'allotjament de fitxers | |

### Formats d'emmagatzematge de dades
Text
- TXT
- RTF
- DOC
- PDF

Imatge
- JPG-JPEG
- Windows Bitmap
- TIFF
- PNG
- TGA
- GIF

Àudio
- WAV
- MP3
- WMA
- MIDI

Video
- AVI
- MP4
- MOV
- WMV
- MPG-MPEG

## Exemples

### La missió del Viking Mars
Un exemple famós fa referència a la missió del Mars_landing de 1976 de la NASA. Les dades de l’aterratge foren enregistrades en cintes magnètiques que no varen ser processades durant més d'una dècada. Quan posteriorment es van intentar analitzar, les dades no eren llegibles perquè estaven en un format desconegut i els programadors originals havien mort o deixat la NASA. Les imatges varen ser finalment extretes després de molts mesos de cavil·lacions sobre les dades i examinant com la maquinària de gravació funcionava.

### Projecte BBC Domesday
Un altre exemple és el BBC Domesday publicat el 1986, en què es va compilar una enquesta de la nació. El nom prové del llibre Doomsday, ja que l'enquesta commemorava els 900 anys la publicació del llibre. Si bé la informació en el llibre de Domesday segueix sent accessible avui en dia, hi havia grans temors que els discos del projecte Domesday es convertirien en il·legibles, ja que els ordinadors capaços de llegir el format utilitzat i els dispositius capaços d’accedir als discos esdevingueren rars. No obstant això, el sistema va ser emulat el 2002 usant un sistema anomenat DomesEm pel projecte CAMILEON. Això permet que la informació sigui accessible avui dia per ordinadors moderns.
Les dades encriptades també poden arribar a ser un problema, ja que el procés necessari per descodificar les dades és intencionalment dissenyat per a ser el més difícil possible. Històricament, l'encriptació de dades ha estat força rar, però fins i tot els escassos casos del passat en mostren exemples de documents que només poden ser llegits després d'un gran esforç. Per exemple, va ser necessària la capacitat d'un projecte de computació distribuïda per trencar el codi generat mecànicament pel xifrat de missatges durant la Segona Guerra Mundial. L'encriptació moderna gaudeix d'un ús molt més extens perquè molts editors requereixen la protecció atorgada per gestió de drets digitals (abreviat DRM en anglès).

## Projectes per combatre l'obsolescència digital

### La cambra dels horrors
La Biblioteca de la Universitat Cornell ha desenvolupat un lloc web, anomenat «La cambra dels horrors» en el qual s'enumeren i descriuen la major part dels suports obsolets o en vies d'obsolescència.

### La Biblioteca de la Universitat Stanford
La col·lecció Cabrinety és una de les majors col·leccions històriques de programari de microinformàtica del món. Conté títols de pràcticament totes les principals plataformes, no només d’ordinador sinó també de consoles de videojocs. La Universitat Stanford va adquirir la col·lecció completa com un regal de la família Cabrinety el 1998. La seva intenció és preservar tot aquest programari copiant els suports originals per a emmagatzemar-los com a imatges de disc. La tasca esdevé complicada, no només pel deteriorament inherent dels suports que foren gravats anys ençà, sinó pel problema dels dispositius físics d’accedir a molts d'ells.

### El projecte CAMiLEON
El projecte CAMiLEON (Creative Archiving at Michigan & Leeds) va ser una iniciativa conjunta de la Universitat de Michigan i la Universitat de Leeds per desenvolupar i avaluar una sèrie d'estratègies tècniques per a la conservació a llarg termini del material digital que pateix d'obsolescència. El projecte va ser finançat conjuntament pel Comitè Mixt d'Informació del Regne Unit Systems Committee] (JISC) i la National Science Foundation dels Estats Units d'Amèrica el 1999. El component del projecte del Regne Unit es va completar el 31 de desembre de 2002, el component dels EUA va acabar el 30 de setembre de 2003. El cas d'estudi fou el Domesday Project de la BBC, que fou publicat en Laser discs en el format LaserVision Read Only Memory (LV-ROM). La proposta de CAMiLEON fou emular el maquinari obsolet mitjançant el sistema DomesEM, usant equipament modern que permet la visualització del contingut.

### Hear My Voice
Amb el projecte Hear My Voice, l’Institut Smithsonian va permetre recuperar el contingut d’una gravació feta fa 130 anys per Alexander Graham Bell. El procés de recuperació de la informació crea un mapa digital d’alta resolució del dics o cilindres. Aquest mapa es processa per tal d’eliminar les degradacions físiques i el desgast. Finalment el programari calcula el moviment d'una agulla la qual es mou a través del disc i les perforacions del cilindre, reproduint així el contingut de l’àudio que guardava l’arxiu.
La major part de la gravació correspon a la veu de Bell amb accent escocès dient una sèrie de nombres, i després imports en dòlars, com «tres dòlars i mig», «set dòlars i 29 centaus». Segons la conservadora del Museu Nacional d'Història Americana del Smithsonian, Carlene Stephens, això suggereix que Bell pensava en una màquina per a la gravació de negocis.

### De la videoteca a l'arxiu digital
L’any 2003 es va implementar a Televisió de Catalunya (TVC) el projecte de producció i arxiu digital. Al final del 2006 es va iniciar el procés de digitalització del fons de l’arxiu en cintes per incorporar-lo a l’arxiu digital, que és un projecte en què es continua avançant. La digitalització del fons de l’arxiu de TVC compleix el doble objectiu d'assegurar la preservació de les imatges amb la millor qualitat possible i facilitar-hi un accés fàcil i permanent.
En digitalitzar la redacció de TVC, si no es digitalitzava tot el fons antic i analògic, aquest a la llarga s’acabaria perdent, ja que es faria malbé, alhora que no s’utilitzaria ja i esdevindria incompatible amb el nou programari de redacció i creació de programes.

## Obsolescència intencional
En alguns casos s'utilitzen tecnologies obsoletes en un intent deliberat per evitar la intrusió de dades en una estratègia coneguda com a «seguretat a través de l'obsolescència».